# Buried Secrets
Buried Secrets est un album de Painkiller paru sur le label Earache  en 1992, et réédité en 1998 avec Guts of a Virgin. Il a été également réédité par Tzadik dans le coffret Collected Works en 1998. Justin Broadrick et GC Green, de Godflesh, sont invités sur deux titres.

## Titres
| 1.    | Tortured Souls   | 1:52 |
| 2.    | One Eyed Pessary | 1:50 |
| 3.    | Trailmarker      | 0:03 |
| 4.    | Blackhole Dub    | 3:29 |
| 5.    | Buried Secrets   | 6:13 |
| 6.    | The Ladder       | 0:22 |
| 7.    | Executioner      | 2:48 |
| 8.    | Black Chamber    | 2:28 |
| 9.    | Skinned          | 0:54 |
| 10.   | The Toll         | 6:25 |
| 26:24 |                  |      |

## Personnel
- Mike Harris - batterie, voix
- Bill Laswell - basse
- John Zorn - saxophone alto, voix

Invités :
- G.C. Green - basse (5 et 10)
- Justin Broadrick - guitare, boîte à rythme, vocal (5 et 10)